# 廖鴻荃
廖鴻荃（1778年—1864年），初名金城，字應禮，號鈺夫。清朝福建閩縣人。

## 生平
嘉慶十四年已巳（1809年）榜眼。嘉慶十六年（1811年）三修《大清一統志》，由穆彰阿、李佐賢、泮錫恩、廖鴻荃、龔自珍等主持。至道光二十二年（1842年）完成。官至工部尚書，賜紫禁城騎馬。時議改河道，朝命鴻荃往勘，不久坐事奪職。與陳維英相善。再起官太常寺卿，同治三年（1864年）重宴鹿鸣，特加“太子太保”衔。卒諡文恪。

## 家族
父廖封，慈善家。